# Michałów (Dąbrowa)
Michałów – część wsi Dąbrowa w Polsce, położona w województwie łódzkim, w powiecie radomszczańskim, w gminie Kamieńsk.
W latach 1975–1998 Michałów administracyjnie należał do województwa piotrkowskiego.